# Koza (obrzęd)

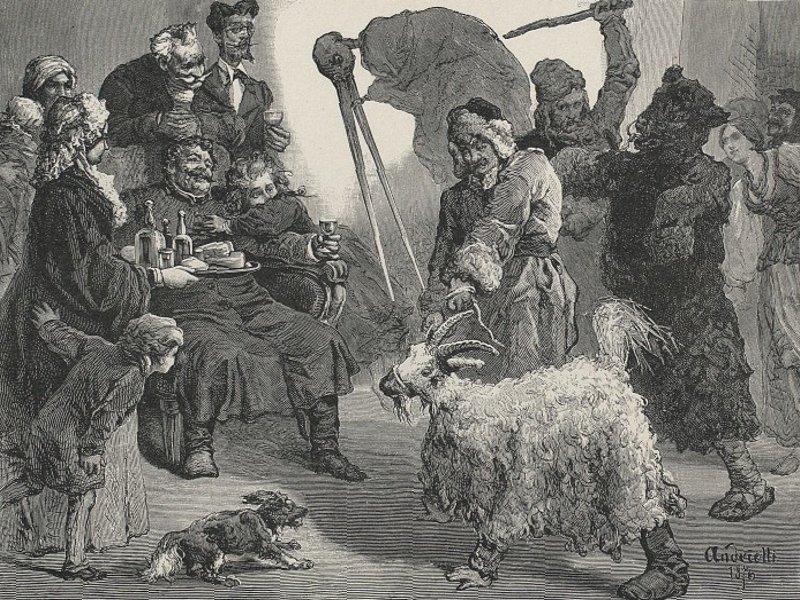
M. Andriolli. Chodzenie z kozą. XIX w.

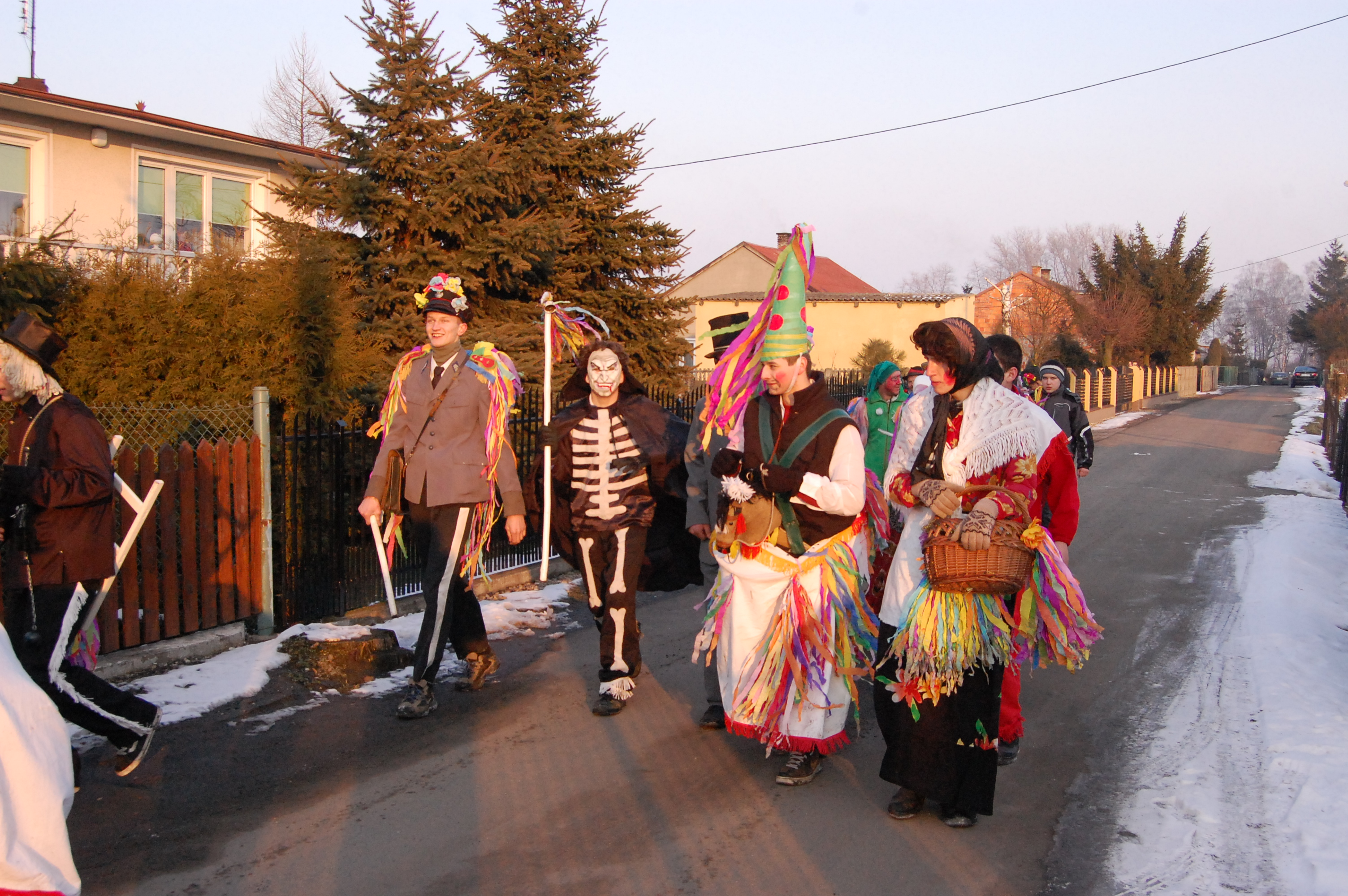
„Koza” na Kujawach wschodnich.

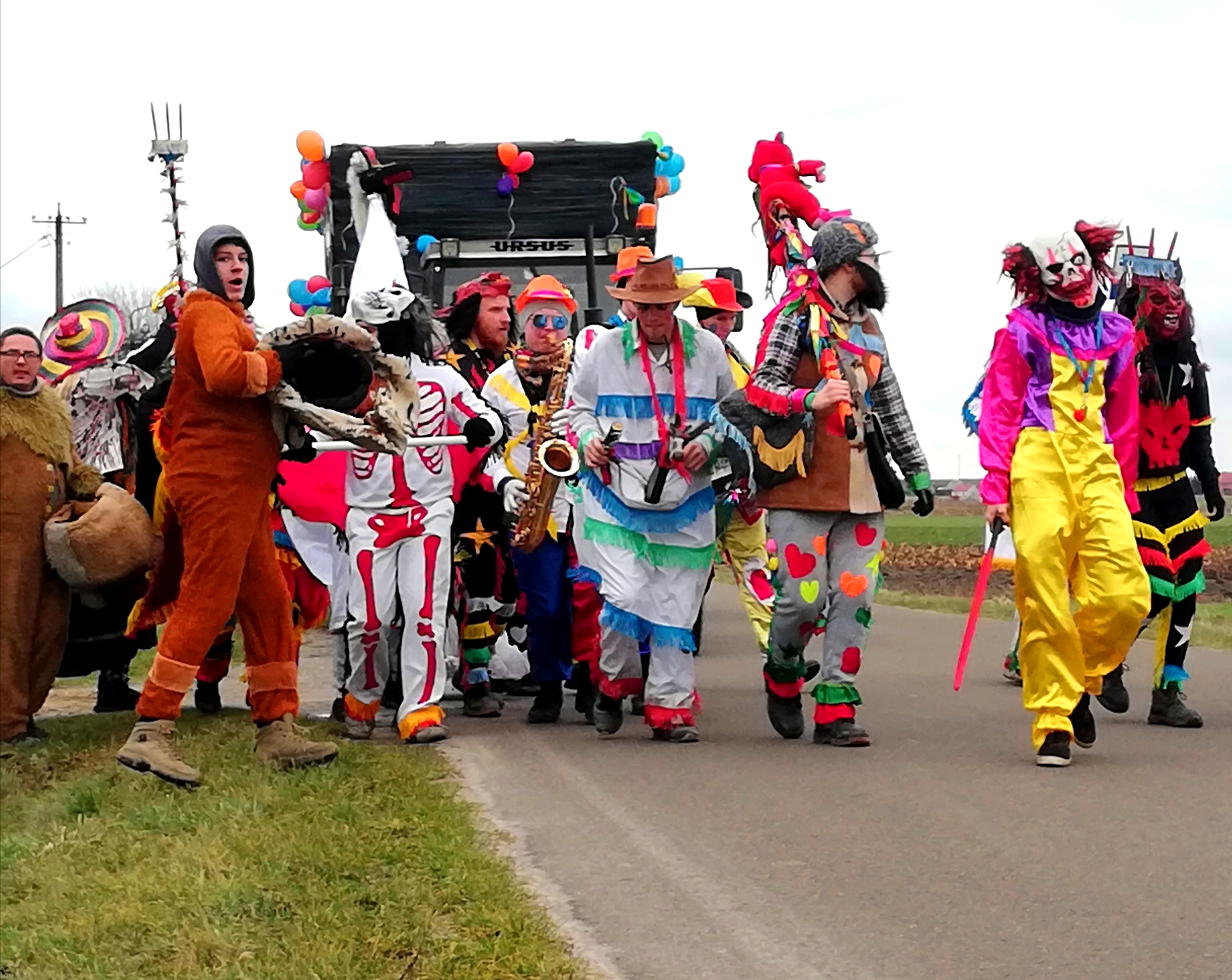
Kujawska Koza ze wsi Kruszynek, 2024 rok

Koza, chodzenie z kozą – dawny przedchrześcijański obrzęd, angażujący głównie w czasie Ostatków grupę przebierańców i społeczność wsi.

## Historia
W okresie od tłustego czwartku do środy popielcowej przez wieś przechodziła grupa przebierańców. Człowiek przebrany za kozę wchodził w skład zespołu (wraz z bocianem, turoniem lub konikiem). W Krakowskiem koza chodziła niekiedy samodzielnie, za towarzystwo mając jedynie kapelę i śpiewaków. Chłopak odgrywający rolę kozy narzucał sobie na głowę i ramiona wywrócony włosem na wierzch kożuch, w ręku trzymał kij z osadzoną na nim drewnianą głową, obitą kozią skórą i ozdobioną rogami, a na szyi zawieszony miał dzwonek. Podczas występu kolędników, koza skakała po izbie, przedstawiając pantomimę do muzyki „koziej kapeli”, złożonej z „gęślarzy”, basisty i bębniarza.

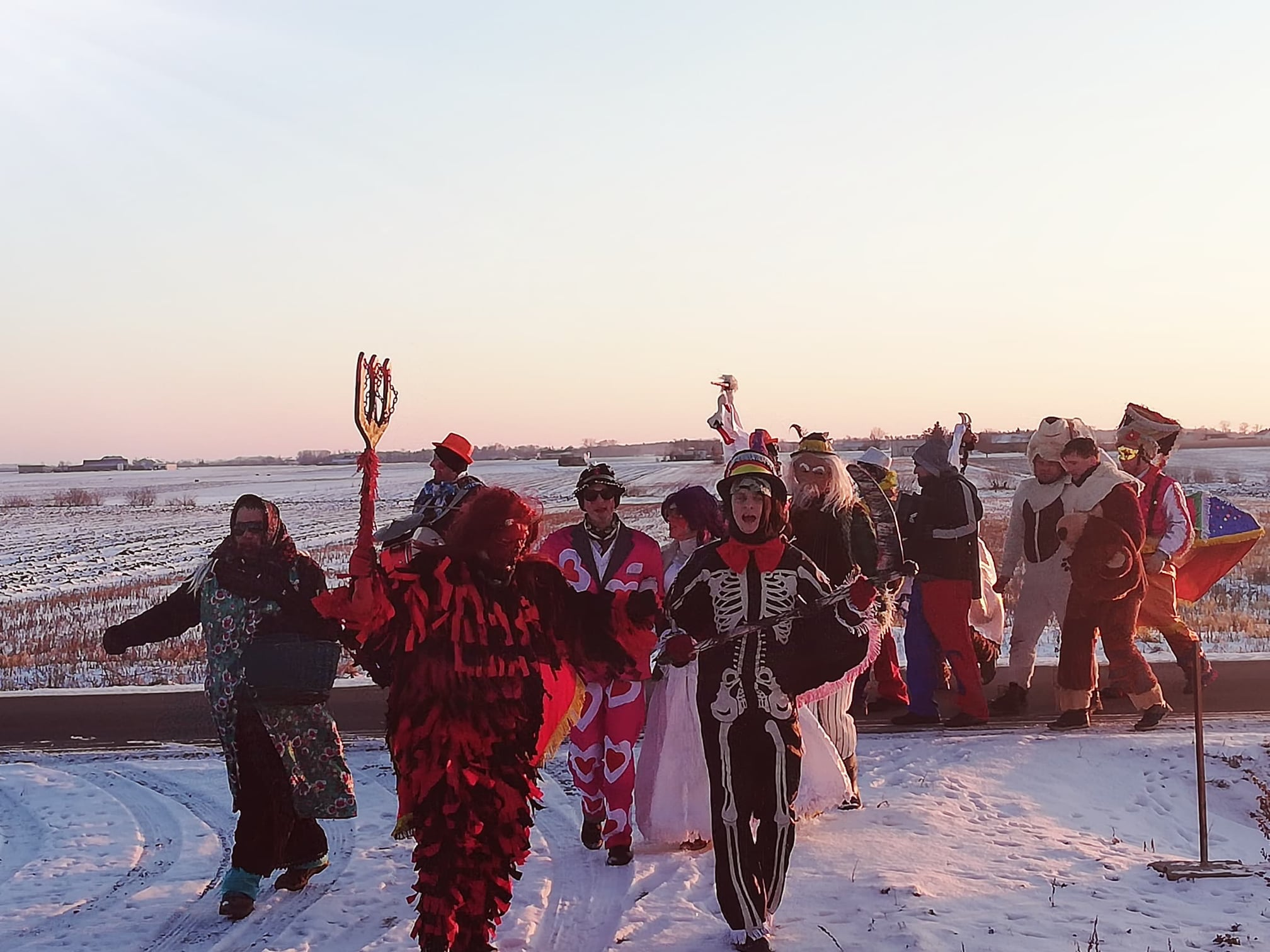
Koza ze wsi Florianowo, 2021 rok

Pod koniec występu kolędnicy skandowali:
Gdzie koza chodzi – tam żytko rodzi,
Gdzie jej tropy – powstają kopy,
Gdzie zwróci rogi – wznoszą się stogi.

## Współczesność
Do czasów współczesnych obrzęd ten przetrwał na Kujawach głównie w Inowrocławiu (koza szymborska i mątewska), Śmiłowicach, Wichrowicach, Olganowie, Kuźnicach, Janikowie, Zakrzewie, Brześciu Kujawskim, Izbicy Kujawskiej, Lubaniu, Bądkowie i Lubrańcu oraz w okolicach wsi: Bożejewice (gmina Strzelno), Lubanie, Kucerz, Warząchewka Nowa, Warząchewka Polska, Pińczata, Jaranowo, Kłobia, Ossowo, Grabie, Rzadka Wola, Ludzisko, Opoki, Przybranowo, Służewo, Osięciny, Topólka, Tuczno, Straszewo, Siniarzewo, Krzywosądz. Pokazy parady zwanej Kozą odbywają się na coraz większą skalę we Włocławku, w uroczystości biorą udział wszyscy mieszkańcy miasta. W grudniu 2020 roku zwyczaj chodzenia z kozą został wpisany przez Ministra Kultury na Krajową Listę Niematerialnego Dziedzictwa Kulturowego.  
W skład kozy kujawskiej wchodzą (z różnymi odstępstwami):
1. wspomniana wyżej koza;
2. koń;
3. diabeł;
4. siora, czyli mężczyzna przebrany za kobietę z dużym wiklinowym koszem zbierający dary za zabawianie gospodarzy;
5. para młoda;
6. dziad;
7. baba;
8. kominiarz;
9. niedźwiedź;
10. strażak;
11. policjant;
12. żołnierz (z czasów legionów Dąbrowskiego);
13. śmierć z kosą;
14. bocian;
15. Żyd;
16. orkiestra.